# Sharpsburg (Caroline du Nord)
Sharpsburg est une ville américaine située dans les comtés de Nash, Wilson et Edgecombe dans l'État de Caroline du Nord. En 2010, sa population était de 2 024 habitants.

## Démographie
| 1910 | 1920 | 1930 | 1940 | 1950 | 1960 |
| ---- | ---- | ---- | ---- | ---- | ---- |
| 121  | 334  | 275  | 345  | 415  | 490  |

| 1970 | 1980 | 1990  | 2000  | 2010  | - |
| ---- | ---- | ----- | ----- | ----- | - |
| 789  | 997  | 1 536 | 2 421 | 2 024 | - |

## Source de la traduction
- (en) Cet article est partiellement ou en totalité issu de l’article de Wikipédia en anglais intitulé « Sharpsburg, North Carolina » (voir la liste des auteurs).